# Мигел Сервет
Мигел Сервет (на латински: Michael Servetus) е испански теолог, лекар, картограф и ренесансов хуманист, роден на 29 септември 1511 г.

## Биография
Мигел Сервет е роден и израства в малкото испанско градче Вилянуева-де-Сихена. Учи право в Тулузкия Университет и медицина в Университета в Париж. Мигел е католик, но поставя свои виждания за Светата Троица. През 1545 г. започва кореспонденция с френския протестантски теолог Йоанн Карвин. През 1532 г. той написва Диалогорът на Троицата – на испански език – Libri Duo (Втората книга на диалозите за Троицата). Неговият научен принос също е забележителен. Присъства на коронацията на императора в Болоня.. Осъден е от Инквизицията за ерес. Сервет е бил екзекутиран заради вярванията си от Кавинското правителство на 27 октомври 1553 г. в Женева.

## Научно творчество
- On The Errors of the Trinity – За грешките на Троицата 1531
- Dialogs On The Trinity – Диалог за Троицата. 1531
- Ptolemy's Geography – Ptolemy's Geography
- Disceptatio pro-astrologia – Разсейване за астрология 1538
- Biblia Sacra. 1542 – Библията Сакра
- Christianismi Restitutio. 1553